# I liga paragwajska w piłce nożnej (1991)
Mistrzem Paragwaju został klub Club Sol de América, natomiast wicemistrzem Paragwaju - Cerro Porteño.
Sezon podzielony został na trzy etapy. Do trzeciego etapu awansowało 8 najlepszych klubów z dwóch pierwszych etapów. W trzecim etapie kluby podzielono na dwie grupy po 4 drużyny. Z każdej z tych grup awansowały do półfinału dwa kluby, następnie zwycięzcy meczów półfinałowych rozegrali finał, którego zwycięzca został mistrzem Paragwaju, a przegrany - wicemistrzem.
Do turniejów międzynarodowych zakwalifikowały się następujące kluby:
- Copa Libertadores 1992: Club Sol de América, Cerro Porteño
- Copa CONMEBOL 1992: Club Olimpia

Do drugiej ligi spadł klub Sport Colombia Fernando de la Mora. Na jego miejsce z drugiej ligi awansował klub Club Presidente Hayes.

## Pierwszy etap

### Tabela końcowa pierwszego etapu 1991
| Poz | Klub                               | Mecze | Punkty |
| --- | ---------------------------------- | ----- | ------ |
| 1   | Club Olimpia                       | 11    | 18     |
| 2   | Cerro Corá Asunción                | 11    | 14     |
| 3   | Atlético Colegiales                | 11    | 13     |
| 4   | Sportivo Luqueño                   | 11    | 12     |
| 5   | Cerro Porteño                      | 11    | 12     |
| 6   | Club Guaraní                       | 11    | 12     |
| 7   | Club Libertad                      | 11    | 12     |
| 8   | Club River Plate                   | 11    | 11     |
| 9   | Club Sol de América                | 11    | 8      |
| 10  | Sportivo San Lorenzo               | 11    | 7      |
| 11  | Club Nacional                      | 11    | 7      |
| 12  | Sport Colombia Fernando de la Mora | 11    | 6      |

Klubom przyznano bonusy - za pierwsze miejsce 2 punkty, za drugie - 1.5 punktu, za trzecie - 0.75 punktu, za czwarte - 0.5 punkt.

## Drugi etap

### Tabela końcowa drugiego etapu 1991
| Poz | Klub                               | Mecze | Punkty |
| --- | ---------------------------------- | ----- | ------ |
| 1   | Cerro Porteño                      | 11    | 16     |
| 2   | Club Olimpia                       | 11    | 14     |
| 3   | Atlético Colegiales                | 11    | 14     |
| 4   | Club Sol de América                | 11    | 14     |
| 5   | Club Nacional                      | 11    | 13     |
| 6   | Club Guaraní                       | 11    | 13     |
| 7   | Sportivo San Lorenzo               | 11    | 11     |
| 8   | Cerro Corá Asunción                | 11    | 11     |
| 9   | Sportivo Luqueño                   | 11    | 10     |
| 10  | Club River Plate                   | 11    | 6      |
| 11  | Sport Colombia Fernando de la Mora | 11    | 5      |
| 12  | Club Libertad                      | 11    | 5      |

Klubom przyznano bonusy - za pierwsze miejsce 2 punkty, za drugie - 1.5 punktu, za trzecie - 0.75 punktu, za czwarte - 0.5 punktu.

## Trzeci etap - runda finałowa
| Poz | Klub                | Punkty |
| --- | ------------------- | ------ |
| 1   | Cerro Porteño       | 5.00   |
| 2   | Club Sol de América | 3.25   |
| 3   | Club Nacional       | 3.00   |
| 4   | Sportivo Luqueño    | 2.25   |

| Poz | Klub                | Punkty |
| --- | ------------------- | ------ |
| 1   | Club Guaraní        | 5.00   |
| 2   | Club Olimpia        | 4.50   |
| 3   | Cerro Corá Asunción | 3.75   |
| 4   | Atlético Colegiales | 2.25   |

### 1/2 finału
Cerro Porteño - Club Olimpia (zwyciężył klub Cerro Porteño)

Club Sol de América - Club Guaraní (zwyciężył klub Club Sol de América)

w obu przypadkach konieczne było rozegranie dodatkowego, trzeciego meczu

### Finał
Cerro Porteño - Club Sol de América 1:1 i 1:2
Mistrzem Paragwaju w 1991 roku został klub Club Sol de América.

## Sumaryczna tabela sezonu 1991
Tabela powstała jako połączenie dorobku klubów w pierwszym i drugim etapie mistrzostw.
| Poz | Klub                               | Mecze | Punkty |
| --- | ---------------------------------- | ----- | ------ |
| 1   | Club Olimpia                       | 22    | 32     |
| 2   | Cerro Porteño                      | 22    | 28     |
| 3   | Atlético Colegiales                | 22    | 27     |
| 4   | Cerro Corá Asunción                | 22    | 25     |
| 5   | Club Guaraní                       | 22    | 25     |
| 6   | Sportivo Luqueño                   | 22    | 22     |
| 7   | Club Sol de América                | 22    | 22     |
| 8   | Club Nacional                      | 22    | 20     |
| 9   | Sportivo San Lorenzo               | 22    | 18     |
| 10  | Club Libertad                      | 22    | 17     |
| 11  | Club River Plate                   | 22    | 17     |
| 12  | Sport Colombia Fernando de la Mora | 22    | 11     |